# Mur (antic municipi)
| \| ← \| 1812 — 1972 \| → \|                      |                    |   |
| Escut d'armes                                    |                    |   |
| Mur (en el blau més fosc) dins de Castell de Mur |                    |   |
| Període històric                                 | Edat Contemporània |   |
| • Creació del municipi (Constitució de Cadis)    | 1812               |   |
| • Annexió a Castell de Mur                       | 1972               |   |
| Altitud                                          | 891 m              |   |
| Superfície                                       |                    |   |
| • 1970                                           | 38,57 km2          |   |
| Població                                         |                    |   |
| • 2006                                           | 22                 |   |
| ←                                                | 1812 — 1972        | → |

Mur és el nom d'un antic municipi del Pallars Jussà que fou afegit el 1972 al nou terme de Castell de Mur, juntament amb Guàrdia de Tremp.
L'any 1812, en aplicació dels preceptes emanats de la Constitució de Cadis, es constituïren els ajuntaments sota el nou model derivat d'aquella constitució. En aquell moment es formaren, alhora, els ajuntaments de Mur i del Meüll, que s'unificaren el febrer del 1847, en exigir-se un nombre mínim d'habitants per tal de poder mantenir actius els ajuntaments. El terme de Mur comprenia el castell de Mur, l'església de Santa Maria de Mur, i els pobles o caserius de Collmorter, les Esplugues, Miravet, Puigmaçana, Santa Llúcia de Mur i Vilamolat de Mur, a més d'algunes masies, com Cal Benet, Casa Farmicó, Sellamana, Casa Cumons, Casa del Coscó i Casa Ginebrell, moltes d'ells pertanyents a la caseria del Meüll.
El nom de Mur, però, actualment no correspon a cap poble, almenys de l'edat mitjana ençà. En efecte, havia existit el poble castral de Mur, a redós del castell del mateix nom, entre aquest i la col·legiata augustiniana de Santa Maria de Mur, però aviat fou deshabitat, per la desavinença del lloc en què es trobava, i la població es repartí entre els altres nuclis que depenien del castell, com Collmorter, el Meüll, Miravet, Santa Llúcia de Mur o Vilamolat de Mur.

## Etimologia
L'origen del topònim Mur procedeix directament del seu aspecte, perfectament visible des de molt lluny: un enorme mur de pedra que es dreça al capdamunt de serrat que domina tots els entorns (el castell).
La importància històrica i paisatgística d'aquest castell justifiquen també fàcilment perquè el terme sencer en dugui el nom, malgrat que, pròpiament, a l'antic poble de Mur ja no hi visqui ningú.
Es tracta, doncs, d'un topònim plenament romànic, medieval. És com si se'n digués la muralla, la paret.

## Geografia

### Descripció geogràfica
Els límits del terme antic eren amb els termes de Sant Esteve de la Sarga (sud i ponent), Talarn i Tremp (nord), a més de Guàrdia de Tremp (llevant).
El terme comprèn una sèrie de valls (de vegades la partió del terme municipal és una carena que delimita valls, d'altres la llera d'un barranc, que parteix valls per la meitat), que són les que integraren al llarg de quasi tota l'edat mitjana el termenat de la baronia de Mur.

#### Perímetre de l'antic terme

##### Límit amb Sant Esteve de la Sarga
En comencem la descripció a ponent del poble de Cellers, al peu del serrat que separa les valls de les llaus de la Comella (sud) i de la Grallera (nord), a uns 525 metres d'altitud. Per aquest serrat puja el camí que de Cellers mena a Moror. Aquest lloc és termenal amb Sant Esteve de la Sarga, a la zona dels propers pobles de Moror i Estorm. La línia de terme va a cercar el mateix torrent de la Comella, que segueix fins a sota mateix de la masia de Miret, a 600 m. alt., on trenca de dret cap al nord, travessa el barranc de la Grallera i tot seguit s'enfila per una carena cap a la Llobera, on assoleix els 1.006 m. alt. Trenca llavors cap al nord-oest, passa pel Pla de la Creu (984 m.), segueix una mica més aquella carena fins a l'extrem sud-est del Cinglo de la Censada (1.022 m.), i poc després inflexiona cap a ponent, baixant a trobar el Cingle de la Serra, deixant l'ermita de Sant Salvador de la Serra i Vilamolera a prop, però fora de terme. Continua per un barranc fins a trobar el barranc principal del lloc, el de la Mulla, que segueix un tros cap al sud-oest. Quan hom arriba a la Font de la Muller (a 780 m. alt.), on aiguavessa el barranc de Carboners, que ve del nord-oest, el termenal trenca en aquesta direcció, seguint la llera d'aquest barranc fins a gairebé dalt de tot de la seva capçalera.
En aquest lloc arriba a la Serra del Coscó, a poc més de 1.000 m. alt. Per un collet, el termenal emprèn ara cap al sud-oest, seguint un altre torrent, el barranc de la Marieta (passant per la Font de la Marieta), que segueix fins als 910 m. alt., sota i al sud de les Tres Creus. Aquí torna a variar de direcció: per un petit barranc puja cap al nord-oest per anar a buscar el coll que separa la serra del Coscó (a llevant) de la serra del Sastret (a ponent).
Des d'aquest coll, va a trobar el barranc del Coscó, que deixa a llevant l'antiga caseria del Coscó, de Mur, i a ponent el poble de Castellnou de Montsec, de Sant Esteve de la Sarga. Segueix aigües avall aquest barranc, fins que en arribar on hi ha la caseria d'Alberola (o l'Auberola), es troba el canvi de termenal limítrof: s'acaba Sant Esteve de la Sarga i comença Tremp (antic terme de Fígols de Tremp).

##### Límit amb l'antic terme de Fígols de Tremp (Tremp)
Ara el termenal puja cap al coster de ponent de la caseria, travessa el barranc Gros i s'enfila, seguint el curs del barranc de Francisquet, en direcció a l'ermita de la Mare de Déu d'Arbul, fins a arribar a la cota 750, on trenca cap a llevant, seguint de forma paral·lela el barranc Gros, fins que, seguint sempre la mateixa cota, troba el barranc d'Eloi, afluent del Gros. En aquest lloc deixa just a llevant l'antiga caseria del Mas de l'Hereu. Segueix aquest barranc cap al nord just fins arriba al Mas de Condó, a 925 m. alt., on torna a trencar cap a llevant. Ressegueix tot el Serrat del Pui, de nord-oest a sud-est, fins a arribar prop de la caseria del Mas d'Eloi.
En aquest lloc emprèn altre cop la direcció nord, per tombar de seguida cap a llevant i baixar des del mateix Serrat del Pui per una careneta fins a trobar lo Barranquill, que al cap de pocs metres vessa en el barranc de Fórnols, que segueix un bon tros. En aquest lloc deixa al nord el poble de Puigverd. Quan aquest barranc troba la pista rural de Mur a Fígols de Tremp, el termenal emprèn un bon tros cap a llevant que no transcorre per cap accident orogràfic. És una línia quasi recta en direcció est-nord-est que va a buscar els peus del Serrat de Cabicerans (748 m. alt. al cim) i la carena de la Serra de Sentó, que segueix fins al mateix poble de Puigmaçana (625 m. alt.). En aquest lloc es troben els termes de Tremp, Talarn i Castell de Mur.

##### Límit amb Talarn
De Puigmaçana baixa cap al sud-est pel vessant de llevant de la carena, fins que troba primer el barranc de Lloriguer, que segueix fins que aquest s'aboca en el barranc de l'Espona. Un petit tros d'aquest fragment de termenal ho és amb Talarn, per de seguida tornar a trobar el terme de Tremp, ara en el seu enclavament de Puigcercós.

##### Límit amb l'antic terme de Palau de Noguera (Tremp)
Poc abans que aquest barranc arribi a la Noguera Pallaresa, al lloc de l'Espona, es tornen a trobar diversos termes: Tremp, altre cop Talarn, i Guàrdia de Tremp, actualment fusionat amb Mur.

##### Límit amb l'antic terme de Guàrdia de Noguera
La divisòria entre aquests dos antics termes formava un arc còncau cap a llevant que de l'Espona (397 m. alt.) pujava a la serreta del sud de l'Obac del barranc de l'Espona (520 m. alt.), al Serrat del Pui (702), travessava el barranc d'Arguinsola i pujava de dret al serrat on són els castells de Mur i de Guàrdia, així com el poble de Collmorter. Passava ran d'aquest poble, a llevant seu, a 789 m. alt., i baixava cap al barranc de Santa Llúcia. En trobar-lo, girava cap al sud-est, per començar un altre arc, més petit, ara còncau cap a ponent, que arriba a tocar Guàrdia de Tremp, gairebé. Seguint ara cap al sud-oest, més o menys per un cantic camí, va a trobar el lloc on hem començat el circuit, al límit amb Sant Esteve de la Sarga.

#### L'interior de l'antic terme
Un dels cims més alts del terme és el de les Mosques, de 1.031 m. alt., on hi ha el vèrtex geodèsic 257091001, extrem nord de la Serra de l'Estorm, o de la Fita. A prop del cim de les Mosques, al seu nord-est, hi ha les restes de la caseria de Miravet, amb la Casa forta de Miravet, un notable casal medieval. El serrat on hi ha els dos castells i Collmorter és un esperó de serra que connecta amb la de l'Estorm i les Mosques. Més al nord hi ha la Serra del Meüll, de 1.053 m. alt., la qual connecta al sud-oest amb la serra del Coscó, al nord amb los Tossalets (1.012) i el Tossal de les Barranques (1.021), i aquests tossals encara connecten amb el Serrat de Purredó, que en marxa cap al nord-est. Totes aquestes serres i tossals són l'eix vertebrador del terme de Mur, i en els seus diversos vessants es troben tots els pobles i caseries de l'antic terme municipal de Mur.
El terme de Mur té barrancs cap a totes direccions. Així, al sector nord-occidental del terme trobem el barranc del Meüll, les aigües del qual, amb els seus afluents com el barranc Comuner i el del Coscó, aniran a parar a la Noguera Ribagorçana. Una mica a migdia de l'anterior, hi ha tota la capçalera de la Llau de Farmicó, que és un dels que formen el barranc de la Mulla, que és un dels que va a formar el barranc del Bosc, a peus del Montsec d'Ares. Al nord del terme, hi ha el barranc de l'Espona, amb els diferents afluents que el formen: la Llau del Romeral, el barranc de Rius, el barranc del Coscollar i el barranc de Lloriguer. Per la part central, al nord dels castells i Collmorter, discorre el barranc d'Arguinsola, i paral·lel a ell pel sud d'aquell serrat, el barranc de Mur o de Santa Llúcia.

### Nuclis de població
| Entitat de població | Habitants |
| ------------------- | --------- |
| Collmorter          | 6         |
| Meüll, el           | 0         |
| Puigmaçana          | 0         |
| Santa Llúcia de Mur | 4         |
| Vilamolat de Mur    | 12        |
| Font: Idescat       |           |

El terme de Mur comprenia els pobles de Collmorter, el Meüll, Miravet, Santa Llúcia de Mur, Puigmaçana i Vilamolat de Mur, que exercia de cap del municipi i era el lloc on hi havia l'escola municipal.
A més, també comprenia diverses caseries escampades, com Alberola (amb la capella de santa Margarida, anteriorment de la Mare de Déu del Remei), les Cases de Coscó (amb la capella de santa Caterina), les Esplugues (amb l'ermita de la Mare de Déu del Remei), el Mas d'Eloi (amb la capella romànica de sant Gregori, el Mas de l'Hereu o del Parrot (amb la capella de Sant Jordi), Miravet (amb les restes de la capella de sant Jaume) i Vilaplana.
També pertanyien a Mur les esglésies, actualment esfondrades, de sant Fruitós i sant Valentí, així com la capella de sant Miquel de Casa Francisco, de Collmorter.
Així mateix, i pertanyents a les defenses del castell de Mur, hi havia les torres, conservades en bona part, de Gasol i Ginebrell.
| Pobles de l'antic terme de Mur | Pobles de l'antic terme de Mur | Pobles de l'antic terme de Mur | Pobles de l'antic terme de Mur |
| ------------------------------ | ------------------------------ | ------------------------------ | ------------------------------ |
| El poble de Collmorter         | La caseria de les Esplugues    | El poble del Meüll             | La caseria de Miravet          |
| El poble de Collmorter         | La caseria de les Esplugues    | El poble del Meüll             | La caseria de Miravet          |

| El poble de Puigmaçana | El poble de Santa Llúcia de Mur | El poble de Vilamolat de Mur | Sense foto            |
| El poble de Puigmaçana | El poble de Santa Llúcia de Mur | El poble de Vilamolat de Mur | El poble de Vilaplana |

## Història

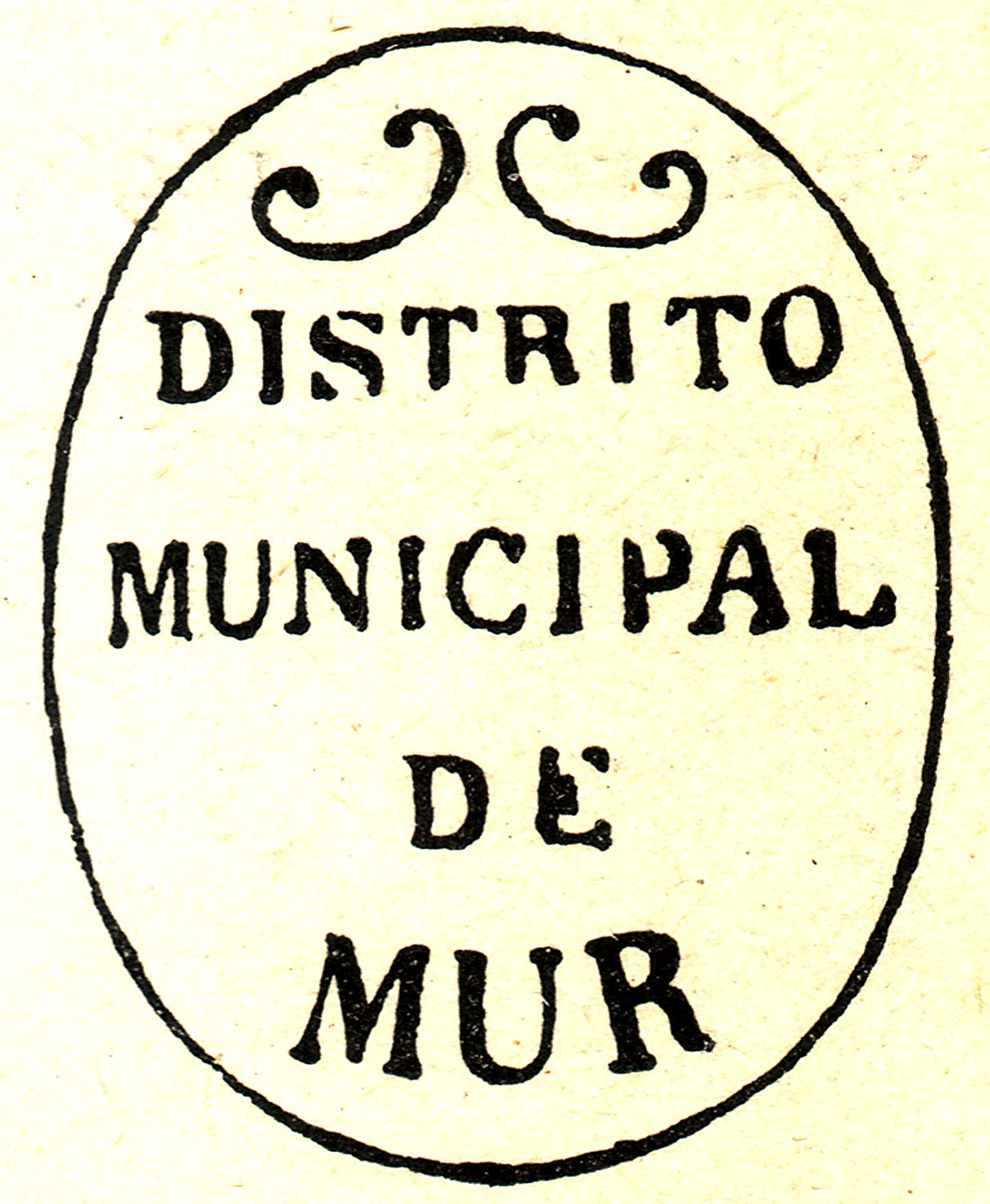
Segell municipal de Mur anterior al 1900

Tanmateix, en el cens del 1359 Mur consta amb 5 focs pertanyents al Paborde Mur i 8 de Lluís de Mur (13 focs vol dir uns 65 habitants); el 1553, consten 7 focs, a Mur i son terme. El 1708, hi consten 3 cases. El 1831 es fa constar que el senyoriu de Mur és en mans del Duque de Híjar, i de N. Oliver. Vers 1900 encara consten a Mur 3 edificis, amb 8 habitants.
El 1847 Mur tenia 31 veïns (caps de casa), dels quals 25 eren electors contribuents i un de capacitats, per la qual cosa va poder mantenir el seu ajuntament, superant per un la barrera dels 30 que representava el llindar per subsistir com a ajuntament independent o haver-se d'agregar a un altre poble. Ara bé, com consta en el cens del 1848 a més dels pobles ja esmentats, hi havia els masos de Benet, Fornicó, Sellamana o Sallençana, Escomuns, Coscó i del Ginebrell. Constituïa el seu ajuntament un alcalde, un tinent d'alcalde i 3 regidors.
L'antic terme de Mur s'originà en la Baronia de Mur i estigué sempre molt lligat als territoris jurisdiccionals de la Pabordia de Mur, amb seu a la col·legiata de Santa Maria.
La importància històrica del lloc, tant del castell com de la col·legiata, expliquen per què Mur va mantenir ajuntament propi fins ben recentment, malgrat no haver-hi en tot el terme cap nucli de població de gaire entitat.
Pascual Madoz inclogué un article sobre Mur en el seu Diccionario geográfico, on fa constar que el poble de Mur no existeix; només hi ha l'església de Santa Maria de Mur, amb les restes de l'antic monestir, en part en aquell moment casa del rector de la parròquia. A continuació fa una succinta, però completa, descripció dels diferents nuclis de població que componen el terme, i especifica que totes les cases del terme són d'un sol pis i mala distribució interior. Cada nucli de població té la seva capella, en el terme de Mur. Aquest és muntanyós, trencat, de roques calcàries i argiloses, i només s'hi conreen 226 jornals de terra. Hi ha boscos de roures i alzines per a llenya, i pocs arbres fruiters. També hi ha molt pocs horts. S'hi cull blat, sègol, vi i llana. Cabres i ovelles formen els ramats del terme, i s'hi caça conills, llebres i perdius. Hi ha un molí fariner, a Vilamolat. El terme, que no comprenia el Meüll, tenia 20 veïns (caps de família) i 186 ànimes (habitants).

### L'antic ajuntament de Mur
L'alcaldia de Mur fou exercida, al llarg dels anys, per les persones següents:
- Josep Masana i Amado (1892)
- Antoni Puy (1896 - 1898)

## Activitat econòmica
El terme de Mur produïa blat, ordi, vi i llana, dels seus caps de bestiar oví. També n'hi havia de cabrum, i cacera abundosa (perdius, llebres i conills, sobretot). A Vilamolat hi havia un molí fariner. En l'actualitat, s'ha reduït molt a cereals i bestiar porcí.